# Ulrich Göhr

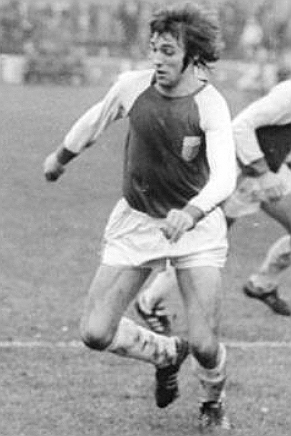
Ulrich Göhr 1974

Ulrich Göhr (* 24. März 1953 in Triptis) war Fußballspieler in der DDR und spielte in deren höchster Fußballklasse Oberliga für den FC Carl Zeiss Jena.

## Sportliche Laufbahn
Göhr erlernte das Fußballspielen in der heimatlichen Betriebssportgemeinschaft Chemie Triptis. Nach Spielen in der Jugendauswahl des Bezirkes Gera wurde Göhr 1967 zum Leistungszentrum des Bezirkes, dem FC Carl Zeiss Jena delegiert. Dort durchlief er die Jugend- und Juniorenmannschaft und wurde nach der Spielberechtigung für den Männerbereich ab 1971 in der 2. Mannschaft des FC Carl Zeiss eingesetzt, die in der zweitklassigen DDR-Liga spielte.
In der Saison 1972/73 wurde der 1,79 m große Göhr erstmals zwischen dem 17. und 21. Spieltag in der DDR-Oberliga eingesetzt. Sein erstes Spiel bestritt er dort am 21. April 1973 in der Begegnung 1. FC Magdeburg – FC Carl Zeiss (1:1) als Vorstopper in der Abwehr. Bereits in der nachfolgenden Saison 1973/74 gehörte er mit 21 von 26 möglichen Punktspielen zum Stammaufgebot der Oberligamannschaft. Am 26. März 1974 bestritt Göhr sein einziges Nachwuchsländerspiel. Beim 0:0 gegen die Tschechoslowakei wurde er als Libero eingesetzt. Als rechter Verteidiger gewann er mit dem FC Carl Zeiss Jena am 13. April 1974 nach einem 3:1-Sieg über Dynamo Dresden den DDR-Fußballpokal. Nach weiteren 17 Einsätzen in der Spielzeit 1974/75 hatte Göhr einen Karriereknick, denn er wurde 1975/76 sporadisch nur in acht Oberligaspielen aufgeboten. In den Jahren 1976 und 1977 kam Göhr überhaupt nicht in der Oberliga zum Einsatz, im Mai 1977 musste er seinen Militärdienst antreten, den er beim Bezirksligisten Vorwärts Kamenz verbrachte. Da er anschließend nicht mehr zum FC Carl Zeiss zurückkehrte, hat er für die Jenaer folgende Bilanz aufzuweisen: 51 Oberligaspiele mit vier Toren, elf nationale Pokalspiele (ein Tor) sowie neun Europapokalspiele. Er spielte fast auf allen Abwehrpositionen, bevorzugt aber als Libero oder rechter Verteidiger.
Nach seiner Entlassung aus dem Militärdienst meldete sich Göhr im November 1978 beim Jenaer Bezirksrivalen Wismut Gera an, der allerdings in der DDR-Liga spielte. Dort blieb Göhr bis zum Ende der Saison 1984/85. In seinem letzten Geraer Jahr war er Kapitän der Mannschaft. Nach dem Saisonabschluss beendete er den Leistungssport. Als Freizeitfußballer ließ Göhr seine sportliche Laufbahn beim drittklassigen Bezirksligisten Chemie Kahla ausklingen. Anschließend trainierte er unterklassigen Mannschaften wie SV 1910 Kahla, den 1. FC Gera 03, den VfB Fortuna Chemnitz und seit 2007 den FC Einheit Rudolstadt. Seit März 2010 trainiert er den Oberligisten VfB 09 Pößneck.
Während seiner aktiven Zeit hatte Göhr den Beruf des Werkzeugmachers erlernt und wurde später Diplomsportlehrer. Er ist mit der ehemaligen Leichtathletin und Olympiasiegerin Marlies Göhr verheiratet.